# Marthasville
Marthasville és una població dels Estats Units a l'estat de Missouri. Segons el cens del 2000 tenia 837 habitants.

## Demografia
Segons el cens del 2000, Marthasville tenia 837 habitants, 321 habitatges, i 230 famílies. La densitat de població era de 384,7 habitants per km².
Dels 321 habitatges en un 40,8% hi vivien nens de menys de 18 anys, en un 60,1% hi vivien parelles casades, en un 6,9% dones solteres, i en un 28,3% no eren unitats familiars. En el 22,4% dels habitatges hi vivien persones soles el 8,4% de les quals corresponia a persones de 65 anys o més que vivien soles. El nombre mitjà de persones vivint en cada habitatge era de 2,61 i el nombre mitjà de persones que vivien en cada família era de 3,09.
Per edats la població es repartia de la següent manera: un 28,8% tenia menys de 18 anys, un 8,2% entre 18 i 24, un 36,3% entre 25 i 44, un 17% de 45 a 60 i un 9,7% 65 anys o més.
L'edat mediana era de 33 anys. Per cada 100 dones de 18 o més anys hi havia 100,7 homes.
La renda mediana per habitatge era de 41.141 $ i la renda mediana per família de 45.521 $. Els homes tenien una renda mediana de 32.083 $ mentre que les dones 21.875 $. La renda per capita de la població era de 17.979 $. Entorn del 5,9% de les famílies i el 8,5% de la població estaven per davall del llindar de pobresa.

## Poblacions més properes
El següent diagrama mostra les poblacions més properes.